# Midgard Deutsche Seeverkehrs- und Heringsfischerei

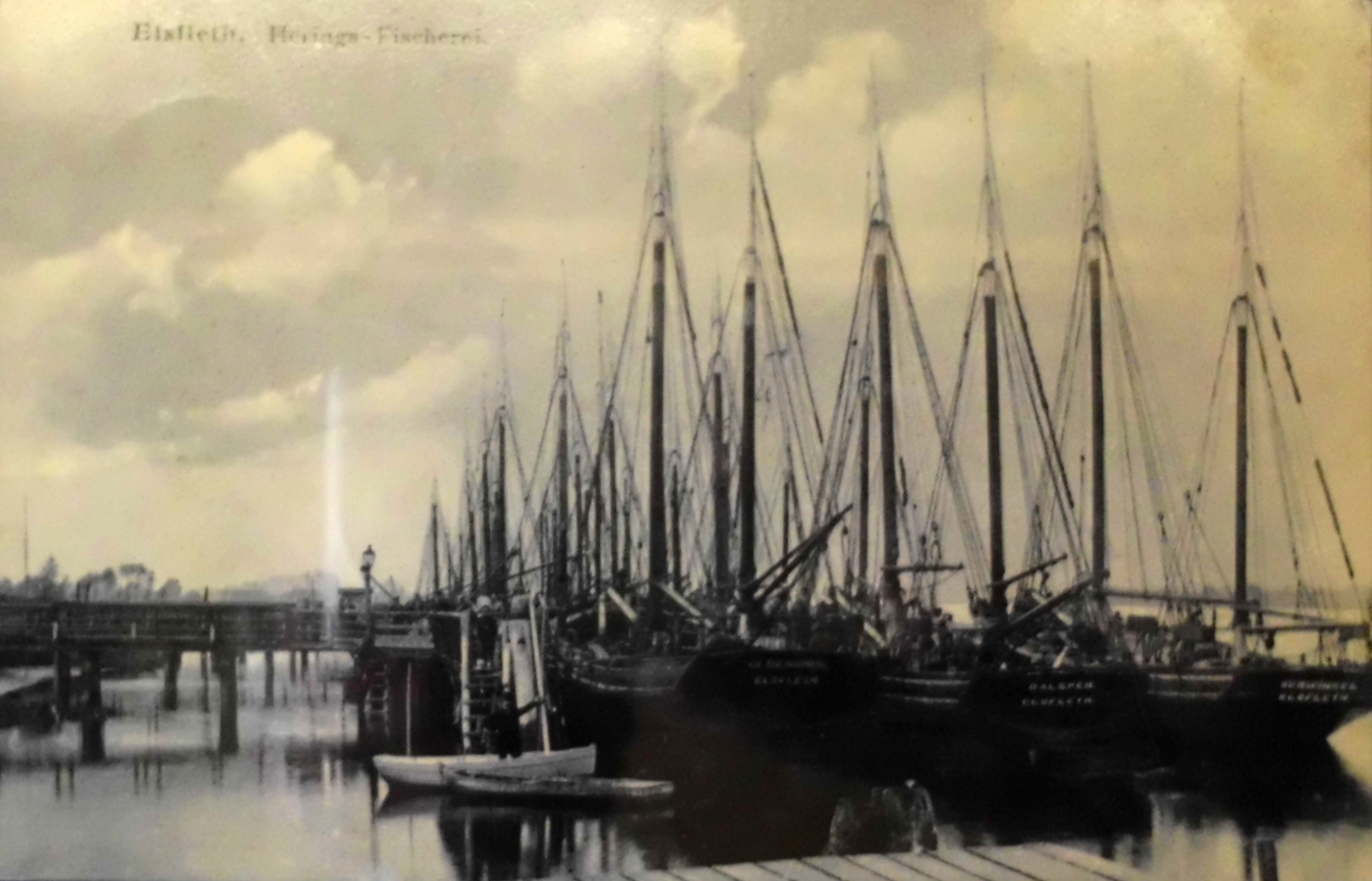
Segellogger zum Heringsfang um 1909

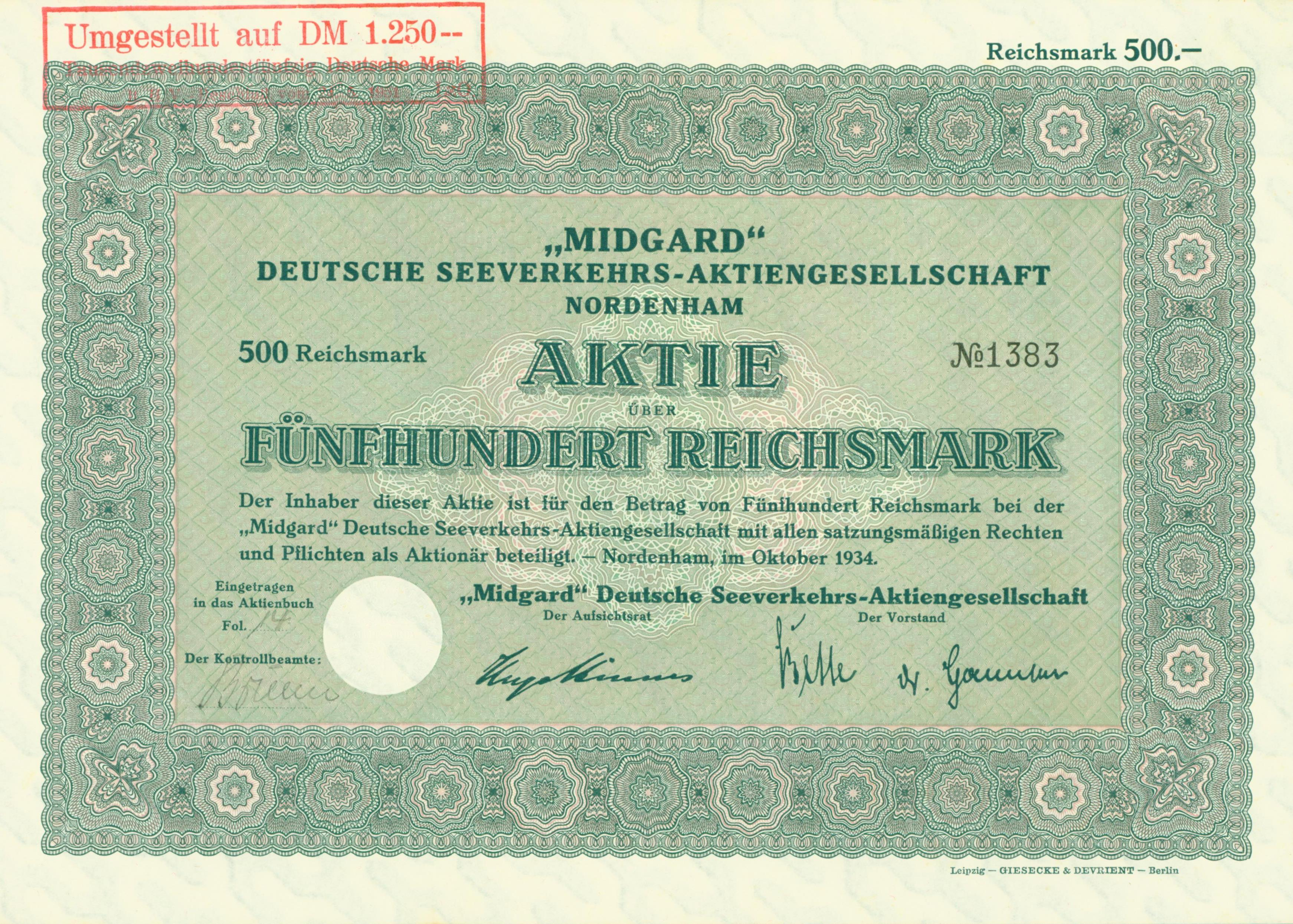
Aktie über 500 RM der „Midgard“ Deutsche Seeverkehrs-AG vom Oktober 1934

Die Midgard Deutsche Seeverkehrs-AG wurde 1905 auf Initiative des Bremer Kaufmanns Adolf Vinnen gegründet. Der Sitz befand sich in Nordenham. Die Firma Midgard Deutsche Seeverkehrs-AG übernahm die Hafenanlagen von der Oldenburgischen Regierung, die nach der Übersiedlung des Norddeutschen Lloyds nach Bremerhaven kaum noch genutzt wurden.
1908 verpachtete die Midgard Deutsche Seeverkehrs-AG ein Grundstück und eine 135 Meter lange Pier in Nordenham an die neu gegründete Visurgis Heringsfischerei. 1925 wurde die Visurgis mit ihren 17 Loggern von der Midgard Deutsche Seeverkehrs-AG übernommen und der Heringsfang in der Nordsee durchgeführt. 1928 erfolgte eine Umfirmierung der Midgard Deutsche Seeverkehrs-AG in Midgard, Deutsche Seeverkehrs- und Heringsfischerei AG. Da mit dem Heringsfang nicht die erwünschten Ergebnisse erzielt werden konnten, wurden die Schiffe und die Ausrüstung 1930 an die Bremen-Vegesacker Fischerei-Gesellschaft verkauft und 1931 wieder in Midgard Deutsche Seeverkehrs-AG umfirmiert.
Das Unternehmen ist heute Teil der Rhenus-Gruppe.